# Người Mỹ gốc Ả Rập
Người Mỹ gốc Ả Rập tiếng Anh: Arab Americans, tiếng Ả Rập: عَرَبٌ أَمْرِيكِا hoặc الأمريكيون العرب) là người Mỹ có tổ tiên từ Ả Rập. Người Mỹ Ả Rập theo dõi tổ tiên của bất kỳ làn sóng người nhập cư khác nhau của các quốc gia bao gồm Thế giới Ả Rập.
Theo Viện Người Mỹ gốc Ả Rập Arab American Institute - AAI), các quốc gia gốc của người Mỹ gốc Ả Rập bao gồm Algeria, Bahrain, Chad, Comoros, Djibouti, Ai Cập, Iraq, Jordan, Kuwait, Liban, Libya, Mauritania, Maroc, Oman, Qatar, Israel, Palestine, Ả Rập Xê Út, Sudan, Syria, Somalia, Tunisia, Các Tiểu vương quốc Ả Rập Thống nhất và Yemen.
Theo Điều tra dân số Hoa Kỳ năm 2010, có 1.698.570 người Mỹ gốc Ả Rập ở Hoa Kỳ. 290.893 người tự định nghĩa đơn giản là người Ả Rập, và 224.241 người nữa là người Ả Rập khác. Các nhóm khác trong Điều tra dân số năm 2010 được liệt kê theo quốc gia xuất xứ và một số có thể là người Ả Rập hoặc có thể không phải là người Ả Rập hoặc tự coi mình là người Ả Rập. Nhóm con lớn nhất cho đến nay là người Liban, với 501.907, tiếp theo là; người Ai Cập với 187.331, người Syria với 187.331, người Iraq với 105,981, người Maroc với 101,211, người Palestine với 85,186 và người Jordan với 61,664. Khoảng 1/4 tổng số người Mỹ gốc Ả Rập tuyên bố có hai tổ tiên.
Một số nhóm sắc tộc bản địa không phải Ả Rập ở Tây Á và Bắc Phi có thể đã sống ở các khu vực của các quốc gia Ả Rập và hiện đang cư trú tại Hoa Kỳ là không phải luôn được phân loại là người Ả Rập nhưng một số có thể khẳng định danh tính Ả Rập hoặc kép Ả Rập/không-bản sắc Ả Rập; Chúng bao gồm người Assyria, Aramea, Do Thái (cụ thể là người Do Thái Mizrahi, một số người Do Thái Sephardi), Copt, Kurd, Turkmen Iraq, Mande, Circassia, Shabak, Armenia, Hy Lạp, Ý, Yazidi, Ba Tư, Kawliya/Digan, Người Turkmen Syria, Somalia, Djiboutia, Berber (đặc biệt là Ả Rập Berber) và Nubia.